# Montebello di Bertona
Montebello di Bertona (Mundibbèlle nel dialetto locale) è un comune italiano di 826 abitanti della provincia di Pescara in Abruzzo. Faceva parte della comunità montana Vestina, e il suo territorio è compreso nel parco nazionale del Gran Sasso e Monti della Laga.

## Geografia fisica
Posto su un colle alle pendici nordorientali del Gran Sasso d'Italia, a 596 metri sul livello del mare, Montebello di Bertona appartiene alla comunità montana Vestina, zona I. Il paese è collegato a Pescara da una strada provinciale.

## Origini del nome
Il nome del paese è di trasparente etimologia ed è riconducibile all'aggettivo del tardo latino bellus (grazioso, bello), sostituitosi a quelli di epoca classica pulcher e formosus, in composizione con il sostantivo mons, montis appartenente a quella categoria di nomi di luogo costituiti da "geomorfismi, cioè voci attinenti alle condizioni del suolo", di cui "la toponimia pescarese fornisce numerosi esempi".
Il paese viene citato in un documento del 1062 come "poio de Montebello", ma non può essere ignorato che in alcuni scrittori posteriori a tale data esso era conosciuto anche con il nome di "Belmonte"; forma, questa, che facendo precedere l'aggettivo al sostantivo, mette in rilievo la caratteristica del luogo a cui si riferisce: un bel colle, appunto. Ciò, forse, per via dell'ampio panorama che vi si può godere. Per quanto concerne, inoltre, il nome "Bertona" (che secondo la già ricordata tesi sarebbe un'alterazione di Vestona, poiché su tale monte sarebbe sorto, per opera dei Vestini fuggiti dalla distrutta Cingilia, un tempio dedicato alla dea Vesta), esso risulta essere un personale medioevale importato in Italia dai Franchi: Bertho – Berthonis. Il paese, in ogni caso, continuò a chiamarsi Montebello, senza la specificazione "di Bertona", fino alla pubblicazione del Regio Decreto n° 1426 del 28 giugno 1863, con il quale si stabiliva la denominazione Montebello di Bertona «giusta la deliberazione 1º novembre 1862 di quel Consiglio Comunale».

## Storia

### Preistoria
La presenza di insediamenti umani preistorici a Montebello di Bertona è ampiamente documentata. Infatti nelle campagne montebellesi - e in seguito anche sulla montagna, in località Fonte Marianna - sono stati rinvenuti elementi di interesse tale da indurre gli studiosi a riconoscere, all'interno del Paleolitico superiore, una cultura bertoniana.
Fu negli anni compresi tra il 1949 e il 1953 che il medico e studioso Giovanni Battista Leopardi scoprì uno stanziamento di capanne a fior di terra, situato in un vasto pianoro a destra del torrente Gàllero denominato "Campo delle Piane". Tale scoperta si rivelò di grandissima importanza non solo per la storia dell'Abruzzo antico, ma anche per lo studio della preistoria italiana, poiché per la prima volta veniva attestata l'esistenza, nella penisola, di dimore all'aperto (capanne rivestite di pelli e materiale vegetale) frequentate dalle genti del Paleolitico superiore. Il Bertoniano - che prende il nome da Montebello di Bertona, dove è stato documentato per la prima volta - risale a circa diciottomila anni fa e arriva fino alle soglie del Neolitico, comprendendo un arco di tempo di quasi ottomila anni. Strumenti peculiari di questa cultura sono lame, punte, grattatoi, bulini di grandi dimensioni ottenuti dalla lavorazione della selce. Numerosi sono gli utensìli rinvenuti a Campo delle Piane e in diverse località della Marsica come la grotta Tronci, la grotta di Ortucchio, grotta La Punta, il riparo Maurizio, la grotta Maritza; cosicché si è accertato che l'estensione geografica del Bertoniano è molto più ampia di quanto si pensasse in un primo tempo.
In seguito a questi altri ritrovamenti è anche stato possibile ricostruire, a grandi linee, il modello di vita degli uomini bertoniani. Essi vivevano prevalentemente di caccia, che praticavano seguendo la selvaggina nei suoi spostamenti determinati dal mutare delle stagioni: durante il periodo caldo sui pascoli posti a quote anche elevate, in inverno presso le più ospitali terre vallive.
La vita di questi cacciatori era dunque caratterizzata da quello che è stato definito "nomadismo stagionale". Le capanne venivano innalzate sui territori di caccia via via sfruttati. A Campo delle Piane ci troviamo davanti a una di tali stazioni all'aperto, le quali venivano frequentate "durante la stagione buona per l'attività venatoria". Durante il periodo invernale, invece, i popoli del Bertoniano dimoravano nelle grotte, dove con tutta probabilità attendevano, nelle lunghe ore di ozio forzato, alla lavorazione di strumenti per cacciare nella stagione propizia. Tuttavia, se i numerosi ritrovamenti fatti dal 1949 a oggi hanno reso possibile agli studiosi una discreta conoscenza delle abitudini delle genti bertoniane, bisogna anche dire che ancora oscura è l'origine della cultura cui tali popolazioni dettero luogo, poiché sembra dimostrato che essa fosse già formata quando arrivò in Abruzzo.
La frequentazione della stazione di Campo delle Piane proseguì anche nel Mesolitico,
nel Neolitico e nell'Eneolitico, come dimostrano ulteriori ritrovamenti avvenuti in strati di terreno meno antichi. Sono venuti alla luce, oltre a oggetti riconducibili alla
tradizione appenninica, manufatti protovillanoviani: ceramica, un frammento bronzeo di fibula e un'ascia votiva in arenaria della lunghezza di quattro centimetri.

### Protostoria
La presenza di genti italiche nel territorio montebellese (e l'esistenza in zona di una qualche forma di commercio tra questi antichi abitanti e il mondo di cultura greca) è testimoniata da vasi di bronzo, orecchini, collane e alcune coppe d'argilla in vernice nera di fattura o scuola attica (così come lo sono pure delle rare kylix a figure nere), rinvenuti in località Campo Mirabello. Qui sono state riportate alla luce anche delle statuine votive in bronzo. Una di esse, databile all'incirca intorno al VI-V secolo a.C., rappresenta Ercole e testimonia l'esistenza anche a Montebello del culto di questo dio (tra l'altro molto diffuso nell'intera area sabellica abruzzese). Sempre in questa zona, esiste una vasta necropoli italica.
Negli anni sessanta del Novecento, stando ad alcuni articoli di giornali dell'epoca, il signor Francesco Barrucci, appassionato e solerte studioso montebellese, individuò, come già in precedenza aveva fatto il medico pennese G. B. Leopardi, alcune tombe che ritenne potessero risalire al IV-III secolo a.C. e che quindi attribuì ai Vestini, i quali occupavano un territorio compreso tra l'Aterno e il Gran Sasso e, a oriente di quest'ultimo, si spingevano fino al litorale adriatico. Qui, presso la foce dell'Aterno-Pescara, essi avevano, in comune con i Marrucini, un importante porto che in epoca romana venne chiamato Ostia Aterni e che ai giorni nostri ha assunto il nome di Pescara. Tale popolazione italica di stirpe sabellica probabilmente giunse nella valle del Tavo intorno ai secoli IX-VIII secolo a.C. e via via andò sostituendosi alle tribù locali con cui venne a contatto. Si conosce ben poco dei Vestini e delle loro vicende (come degli altri popoli italici), fino a quando non entrarono in contatto, in epoca storica, con i Romani, che li assoggettarono; assorbendoli, in seguito, nella loro cultura e decretandone, così, la scomparsa.

### Tra storia e leggenda
Proprio ai Romani si dovrebbe, secondo una suggestiva e fantasiosa tesi, la nascita di Montebello di Bertona. Sul colle dove oggi sorge il paese, infatti, si sarebbero accampate le legioni di Roma, durante i primi cinque anni della Seconda guerra sannitica (326-304 a.C.), per attendere vanamente la resa dei Vestini rifugiatisi sul Monte Bertona, dopo che le loro roccaforti di Cutina (forse presso Civitella Casanova) e Cingilia (presso Montebello) erano state espugnate e distrutte. Tale castrum, in ricordo dell'estenuante e sanguinosa guerra combattutasi tra Romani e Vestini, avrebbe assunto il nome di Mons Belli (Monte della guerra, in italiano). È evidente che simili congetture, alla luce delle conoscenze che si hanno riguardo alla toponomastica, ai criteri seguiti dai Romani nel costruire città e impiantare i castra (accampamenti militari) e ai ritrovamenti sin qui avutisi in zona, prestano il fianco a più di una critica. Senza ricorrere a dotte e circostanziate argomentazioni, per dimostrare la loro scarsa attendibilità, ci si limiterà a fare le seguenti tre considerazioni riguardanti la toponomastica, la struttura di Montebello, i reperti finora affiorati in territorio montebellese.

#### Reperti affiorati intorno a Montebello
Nel paese e nei suoi dintorni non è venuto alla luce, finora, alcun elemento riferibile all'epoca romana, a eccezione di un'iscrizione riportata da Theodor Mommsen e scolpita, a quanto pare, su un "monumento sepolcrale dedicato da tre coppie di figli ai genitori". Troppo poco, per attestare la romanità di Montebello. Senza contare che spesso lapidi e oggetti vari vengono rinvenuti in aree a volte lontane dai luoghi in cui originariamente si trovavano. Per di più, se è vero che la zona è stata teatro di lunghe e cruente battaglie tra Romani e Vestini, appare strano che finora non siano state trovate sepolture, armi o suppellettili di tipo romano. Tuttavia sulla sommità del monte Bertona, dove secondo "molti storici antichi e moderni" pare che "iniziassero le operazioni militari della Seconda guerra sannitica", sarebbero stati rinvenuti oggetti di epoca romana.
Appare, quindi, piuttosto arduo dimostrare che gli eventi bellici di cruciale importanza per i Vestini si siano svolti proprio sul territorio dell'attuale Comunità Montana facente capo a Penne, per quanto non siano da sottovalutare le considerazioni recentemente fatte da C. Greco sul monte Bertona e sulle sue immediate adiacenze, dove non è forse del tutto fuori luogo ipotizzare che potrebbero essersi svolte, se non proprio le fasi iniziali, almeno alcune tra le ultime azioni della campagna bellica condotta dai Romani contro i Vestini, nell'ambito della ricordata Seconda guerra sannitica. Quel che invece è indubitabile, alla luce delle conoscenze sin qui acquisite sul monte Bertona, è il fatto che sulla sua cima Francesco Barrucci, negli anni sessanta, ebbe modo di rinvenire cospicue tracce di un insediamento abitativo fortificato di cui dettero notizia alcuni articoli di giornale dell'epoca; i quali, però, non riuscirono a sensibilizzare, come si auspicava lo studioso montebellese, chi avrebbe potuto e dovuto promuovere indagini e scavi a tutto campo in tale località. Solo sul finire del Novecento essa è stata perlustrata e riproposta all'attenzione degli studiosi e dell'opinione pubblica da C. Greco, che ne ha tracciato un primo, interessante, profilo storico molto più convincente per quanto attiene al periodo medioevale. Per quanto, infine, riguarda Cutina e Cingilia, la loro collocazione è tuttora un mistero, anche se qualcuno propende a situare la prima a Civitaretenga, nella piana di Navelli, e la seconda tra Civitella Casanova e Vestea. Purtroppo il passo in cui lo storico romano Tito Livio cita le due località è estremamente avaro di informazioni topografiche. La cosa sicura, invece, è che doveva trattarsi di due oscuri villaggi, se è vero che il console Decimo Giunio Bruto Sceva, dopo averli espugnati e distrutti, non ritenne opportuno celebrare il trionfo, una volta tornato a Roma.

### Epoca storica
Non si conosce molto circa le vicende storiche di Montebello di Bertona.
Dai pochi documenti in cui il paese è menzionato si ricavano notizie piuttosto frammentarie che non consentono di rintracciarne le origini, anche se è ipotizzabile che esso possa essere sorto negli ultimi secoli dell'Alto Medio Evo. Secondo una tradizione orale viva tra i montebellesi fino a qualche decennio fa, originariamente il paese sorgeva sul monte Bertona, sotto un Castello di cui ancora oggi si possono scorgere i ruderi.
L'antico abitato sarebbe stato abbandonato in seguito a un feroce saccheggio o a causa di un terremoto, e sarebbe stato ricostruito più a valle, assumendo il nome di Montebello. E in ricordo delle sue origini il nuovo paese sarebbe stato chiamato "Montebello di Bertona". Ma tale tradizione, che non ha alcun fondamento storico, in passato ha indotto più di uno a ritenere, erroneamente, che un tempo Montebello e il Castello di Bertona, situato sulla cresta del monte omonimo, costituissero un'unica entità. La verità è che il Castello di Bertona, il cui nome ricorre spesso in diversi documenti medioevali, non viene associato mai al paese.
L'associazione al paese del castello di Bertona comincia a essere documentata a partire dal XVIII secolo, tuttavia già sul finire del XVI l'Università di Montebello estendeva i suoi possedimenti sulla gran parte del monte Bertona a essa prospiciente, come si rileva dall'elenco dei beni appartenenti a Montebello contenuto nel Libro Catasto Preonciario del 1595. In esso, infatti, viene menzionato un «territorio chiamato la montagnia», i cui confini sono così espressi: «iusta da capo li beni della Un(iversi)tà della Ciliera, da piedi li beni delli particolari di detta t(er)ra la via publica, et altri vari confini, da uno lato li beni della Un(iversi)tà de Vesteio, et da l'altro lato lo feudo del Peschio Albuino, et altri confini».
Se il Castello di Bertona appare citato numerose volte in varie fonti medioevali, non altrettanto si può dire di quello di Montebello. Nel 1062 è documentata l'esistenza di un "poio de Montebello" e tale denominazione non fa certo pensare a un luogo fortificato. Dal Catalogus Baronum risulta che nel 1168 Montebello è uno dei molti feudi appartenenti a Roberto, Conte de Aprutio, il quale lo ha dato in affidamento a certi Riccardo e Trasmondo "de Poliano":
(Catalogus Baronum)
La stessa formula è ripetuta per Trasmondus de Poliano. La rendita annua del feudo di Montebello, considerato l'aumento di cui nel documento si parla, era pari a ottanta once.
Una sua chiesa, quella di Santa Maria, denominata "de Montebello", nel 1194 rientra, assieme alle sue pertinenze, sotto l'autorità del vescovo pennese.
Nel 1228 il feudo di Montebello sarebbe stato donato dalla Casa di Svevia a un tale Filippo, esponente dell'antica e nobile famiglia Gaudiosi, di lontana origine francese e risalente ai Principi angioini. Secondo il Professor Mario Falco, però, «i Duchi Gaudiosi furono i feudatari di Montebello fin dall'anno 1769» e avrebbero posseduto il Castello fino al 1924. Da quanto risulta in vari libri di Catasto relativi ai secoli XVII e XVIII presenti nell'Archivio comunale del paese, i Gaudiosi possedevano terre (o feudi) a Montebello, così come altri nobili, ma non erano certamente signori del luogo; che almeno in quei secoli (e alla fine del precedente) era retto da un proprio Parlamento. In merito, poi, al possesso del castello - che sarebbe più esatto chiamare palazzo gentilizio - l'unica notizia certa (sebbene non documentata nell'Archivio comunale) è che i Gaudiosi lo vendettero tra il 1924 e il 1925.
Nell'anno 1279 feudatario di Montebello risulta essere un certo Jacopello. Il valore annuo del feudo è indicato in «Once 19, Tarini 17 e Grana 2». Nel 1290, invece, a tenere il "Castrum Montisbelli" è il milite Giacomo di Malanotte (Jacopello e Giacomo, forse, potrebbero essere stati i nomi di una stessa persona). Le notizie relative a queste ultime due date, tuttavia, andrebbero vagliate alla luce di un più attento esame dei documenti attualmente a disposizione dei ricercatori.
Nel corso del secolo seguente «le Rationes Decimarum non lo annoverano tra i castra del pennese menzionati nell'anno 1309. Le decime sono versate dai suoi chierici in Montebello senza alcun attributo. È evidente che il sito è scarsamente sentito come fortezza» (C. Greco). Ma nel XV secolo, distrutto (o caduto in rovina) il Castello di Bertona, il "Castrum" di Montebello acquista la sua importanza. Tant'è vero che il 4 novembre del 1418 (anno a partire dal quale è sottoposto a Penne) ricevette tutti i privilegi della Città dalla regina Giovanna II. Il 28 agosto 1423, però, i Pennesi vengono pesantemente sconfitti dagli Aquilani, con i quali erano in guerra, e il Castello montebellese, occupato con la forza e la violenza (per vim et violentiam) dalle truppe aquilane, verrà tolto alla città e sottoposto dalla regina Giovanna al Capitano e Bàiulo dell'Aquila (4 novembre 1423).
Nel 1451 il re Alfonso I conferma e rinnova il provvedimento della regina Giovanna II. Montebello resterà per 38 anni in mano agli Aquilani, che lo riconsegneranno a Penne, dietro sollecito sia della regina Giovanna che del re Alfonso, nel 1461. Nel 1475, dal re Ferdinando I d'Aragona, «si diedero alla città di Penne in premio della sua fedeltà i Castelli di Farindola, e di Belmonte detto anche Montebello». Su essi alla città vennero concesse l'autorità militare e civile e l'amministrazione della giustizia criminale.
All’inizio del Cinquecento, Francesco Rizzo, Patrizio di Napoli, risulta Barone di Montebello. A seguito della ribellione dei Baroni con la discesa di Odet de Foix, conte di Lautrec, il Rizzo venne spogliato del feudo. In seguito, previa corresponsione di una multa che non si discostava molto dal valore del bene feudale, fu riabilitato.
Per i secoli XVI e XVII si sa che Montebello fu tassato nel 1532 per 152 fuochi (famiglie), nel 1545 per 180, nel 1565 per 250, nel 1591 per 195, nel 1648 per 211 e nel 1669 per 62. Nel secolo XVI il paese entrò a far parte prima del Ducato di Penne, retto da Alessandro de' Medici dal 1522 al 1537; poi, dopo la tragica morte di questi, che nel 1536 aveva sposato Margherita d'Austria (1522-1586), figlia dell'imperatore Carlo V, passò a far parte dello Stato Farnesiano d'Abruzzo, essendo la vedova passata in seconde nozze (1538) con Ottavio Farnese, nipote del papa Paolo III e in seguito duca di Parma e Piacenza. In tal modo, quando i possessi margaritiani passarono al figlio Alessandro Farnese, Montebello fu annesso al Ducato di Parma.
Nel 1731, essendosi la linea maschile dei Farnese estinta con il duca Antonio, il piccolo centro vestino seguì la sorte di Penne e delle altre città farnesiane d'Abruzzo, che passarono ai Borbone di Napoli nella persona di Carlo III, primogenito di Elisabetta Farnese, la quale era andata in moglie al re di Spagna Filippo V. Il lungo periodo borbonico iniziato con Carlo III si protrasse, salvo una breve interruzione determinata dall'invasione francese del Regno di Napoli e dalle vicende murattiane, fino all'unificazione dell'Italia sotto la Casa Savoia (1860).
Ancora all'inizio del XIX secolo l'Università era retta da un Camerlengo, due Massari e un Parlamento (che ogni quattro mesi provvedeva a rinnovare, mediante votazione, tali cariche). Intorno al 1803 il paese è così descritto da L. Giustiniani: «Montebello terra regia in Abruzzo Ulteriore, in diocesi di Penne, distante da Teramo miglia 18. È situata alle radici di un monte, di aria non insalubre, e trovasi abitata da circa 1200 individui addetti all'agricoltura, ed alla Pastorizia. [...] Le produzioni consistono in vino, e ghiande per l'ingrasso de' majali».
Dopo il 6 dicembre 1926, data in cui il governo fascista deliberò l'istituzione della provincia di Pescara, Montebello, fino a quel momento in provincia di Teramo, passò al nuovo capoluogo. Il passaggio dalla vecchia provincia a quella nuova
si ebbe il 2 gennaio 1927.

### Simboli

#### Stemma
Lo stemma del Comune può essere descritto: scudo di tipo sannitico con campitura in azzurro e una fascia verde alla base, dalla quale sorgono tre monti verdi; due tralci di identico colore sono piantati, in posizione divergente, sui due monti esterni. Il gruppo è sormontato da una torre di colore rosso, aperta e finestrata di nero, merlata di tre alla guelfa e con al capo una stella d'oro a cinque punte. Il gonfalone è un drappo di bianco caricato dell'arma descritta.

## Monumenti e luoghi d'interesse

### Architetture religiose
- Chiesa di San Pietro Apostolo, sita in Via Salita San Pietro;
- Chiesa di San Rocco, sita in Via Dante;
- Chiesa di Santa Maria, anch'essa in Via Dante;
- Chiesa della Madonna del Carmine, sita in Via A. de Gasperi;
- Chiesa di Sant'Andrea, sita in Via Campo delle Piane;
- Chiesa della Madonna di Fatima, sita in Contrada Santa Maria;
- Cappella votiva Padre Pio, sita in Contrada Campo Bertona.
- Chiesa di San Biagio

### Il castello medievale
Il castello domina il borgo e fu costruito circa nel 1300. Nel Cinquecento venne notevolmente ampliato e nel Settecento assunse la forma di un palazzo baronale. Oggi è usato per convegni culturali.
La struttura è un rettangolo irregolare che si suddivide in due corpi annessi.

## Società

### Evoluzione demografica
Abitanti censiti

## Cultura

### Eventi
Nel periodo di Ferragosto si organizza ormai dal 2008 un festival artistico-musicale, il "Rock Your Head Festival" che ha assunto una posizione di rilievo nel panorama abruzzese. Il suo fine principale è quello di ricoprire un ruolo importante per il territorio, di confronto e condivisione su temi sociali, artistici e naturalmente musicali.
Nella giornata di Pasquetta 2018 si è tenuto in questo comune l'Arrostiland, una festa dedicata all'arrosticino abruzzese.

## Geografia antropica
Il nucleo urbano, abitato soltanto dal 27,8% della popolazione comunale (secondo i dati del censimento effettuato nel 2001) ha un'architettura che nulla più lascia trasparire delle sue caratteristiche originarie, poiché i muri delle abitazioni sono coperti da intonaci di vario genere, mentre le strade presentano alterazioni più o meno marcate nella struttura e nel manto.
Il centro storico, sulla sommità del quale troneggia un imponente castello, mostra uno sviluppo ad andamento circolare. La disposizione delle case situate nelle sue immediate vicinanze è tale da indicare come esse, anticamente, avessero la doppia funzione di abitazioni e di mura difensive del borgo. È purtroppo sparita ogni traccia delle due porte di accesso al centro, ricordate in vari documenti presenti nell'Archivio comunale con i nomi di "Porta da Capo" e "Porta da Piedi". La loro ubicazione, tuttavia, si è potuta individuare con un certo margine di approssimazione grazie al plastico di Montebello posto ai piedi della statua lignea di San Pietro, all'interno della chiesa madre, il quale sembra essere una riproduzione fedele del paese intorno al Seicento.
Per gran parte in rovina, ove non deturpato da vandalici ammodernamenti, è il già menzionato castello; del quale possono essere ancora ammirati la superba entrata e l'androne loggiato. Ben poco rimane pure della struttura originaria della chiesa parrocchiale intitolata a San Pietro Apostolo, il cui interno a navata unica mostra evidenti segni di un rifacimento avvenuto, probabilmente, nel XVIII secolo. Unico elemento di un certo interesse architettonico è costituito dalla volta a botte unghiata che copre il coro, la cui superficie presenta una tempera raffigurante la glorificazione di San Pietro. Nella sottostante lunetta, invece, è dipinta la scena della crocifissione del santo, forse eseguita da più mani e contenente alcune ingenuità; la più evidente delle quali è costituita da un grossolano errore di prospettiva (il punto di vista, che dovrebbe essere dal basso in alto, nella colonna posta in alto a destra e a cui è abbrancato un uomo, si inverte e l'immagine viene osservata dall'alto verso il basso). Pregevole è la statua lignea di San Pietro, forse del XVII secolo.

### La struttura di Montebello
Il reticolato urbano del centro storico montebellese, che come si è già detto presenta uno sviluppo ad anello, non è molto regolare e lascia intuire l'evoluzione di un'edilizia dettata più dall'esigenza di cingere, proteggendola, la sommità del colle su cui sorge (e sulla quale solo più tardi, verosimilmente, verrà costruito il castello) che da un preciso piano urbanistico, come invece appaiono tutti quegli abitati di discendenza romana; i quali evidenziano un regolare reticolato di vie che, allineandosi a due assi principali (il cardus maximus e il decumanus) incrociantisi ortogonalmente, formano una scacchiera. Nei tempi più antichi le case della cinta esterna, disposte a schiera continua lungo le curve di livello, dovevano avere quasi tutti gli usci e le finestre nella parte interna (e se presentavano finestre nella facciata esterna esse dovrebbero essere state realizzate solo nei piani alti), per non creare punti deboli nella muraglia difensiva che costituivano. Caratteristica, questa, che è possibile ritrovare in diversi centri abitati abruzzesi del Medioevo.
Che Montebello fosse strutturato in tal modo è desumibile non solo dalla disposizione delle case che anticamente si trovavano nella sua periferia, ma anche da un plastico molto realistico (forse risalente al XVII secolo) posto ai piedi della statua di San Pietro, nella chiesa madre, da una mappa topografica del territorio montebellese redatta nel 1815 e dalla toponomastica, che nella zona più orientale del paese, in prossimità del punto in cui era situata la "Porta da Piedi", nel tratto immediatamente sopra le Coste di San Silvestro e non a caso la strada che da qui risale fino alla chiesa madre oggi si chiama “Via San Silvestro”), in vari documenti del Cinquecento, del Seicento, del Settecento e dell'Ottocento, conserva ancora viva la denominazione "dietro le mura" (arrete alli mure). Qui, infatti, le pareti esterne delle case, più che altrove dovevano essere viste e sentite come mura (forse sono le "Mura Attenimi" di cui si ha notizia nei Catasti preonciari del 1595 e del 1659).

## Amministrazione
| Periodo        | Periodo        | Primo cittadino    | Partito                                                        | Carica  | Note          |
| -------------- | -------------- | ------------------ | -------------------------------------------------------------- | ------- | ------------- |
| 23 aprile 1995 | 12 giugno 2004 | Fausto Tucci       | Alleanza dei Progressisti (1995-1999) Lista civica (1999-2004) | Sindaco | [ 23 ] [ 24 ] |
| 13 giugno 2004 | 7 giugno 2009  | Antonio Nardicchia | Lista civica                                                   | Sindaco | [ 25 ]        |
| 8 giugno 2009  | 26 maggio 2019 | Venanzio Fidanza   | Lista civica Al servizio del cittadino                         | Sindaco | [ 26 ]        |
| 27 maggio 2019 | in carica      | Gianfranco Macrini | Lista civica Al servizio del cittadino                         | Sindaco | [ 1 ]         |

### Gemellaggi
- Raiano

## Sport

### Calcio
La principale squadra di calcio della città è Montebello 2000 Calcio che milita nel girone C abruzzese di 1ª Categoria. È nato nel 2000. I colori sociali sono: il giallo e l'azzurro.